# Чекай малко (албум)
Чекай малко е вторият албум на българската хип-хоп група Ъпсурт.

## Песни
1. Интро
2. Aко (с участието на Ball Face)
3. Аконкагуа
4. Обичам майка ти
5. Бай Хуй
6. Мариана
7. Джон
8. Кълчи кълки
9. КК2
10. Чекай малко (с участието на Васил Найденов)
11. Бири, бири
12. Отца Тодора 1 (Interlude)
13. Светещи жилетки
14. Отца Тодора 2 (Interlude)
15. Нон-стоп (1998)
16. Инструментал
17. Федерацията (Outro)